# Court, Bern
Court är en ort och kommun i distriktet Jura bernois i kantonen Bern, Schweiz. Kommunen har 1 380 invånare (2023).